# Brasserie de l'Union à Jumet
Pour les articles homonymes, voir Union.
La Brasserie de l'Union à Jumet  est un complexe industriel situé à Jumet, Charleroi (Belgique). Depuis 2006, le site de la brasserie est désaffecté dans l'attente d'une reconversion,,. Le site est implanté entre la rue de la Madeleine, la rue Derbèque et la rue Sohier.

## Histoire

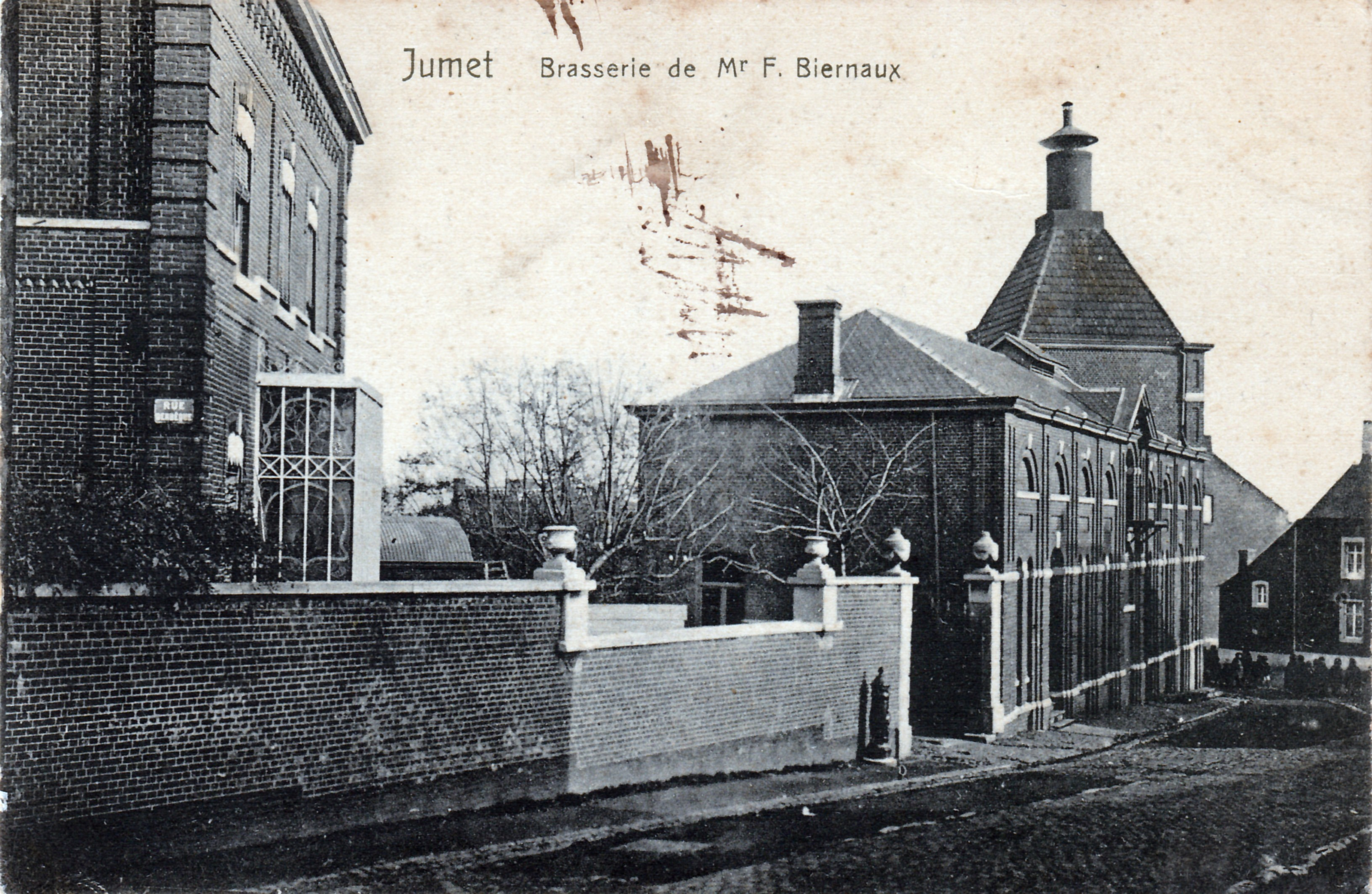
Brasserie de M. F. Biernaux. Carte postale expédiée en septembre 1900.

La brasserie a été fondée en 1864 par Jean-Baptiste Biernaux et Léopold Deponson en pleine révolution industrielle. Elle prend le nom de SA Brasserie de Jumet lorsqu'elle passe sous la propriété de la famille Biernaux en 1891. Après la Première Guerre mondiale, en 1927, elle prend le nom de Brasserie de l'Union.
En 1935, elle a reçu les médailles d'or de l'Exposition internationale de Londres. Avec l'achat par le groupe Alken-Maes en 1978, les installations de production sont modernisées avec une production de 350 000 hl,.
En 2004, la production a été réduite à 280 000 hl avec un personnel de 20 personnes.

## Architecture
Depuis sa fondation en 1864, le site a subi de multiples interventions d'extension et de modernisation, y compris différents types de langage architectural. L'intervention architecturale la plus récente est la plus remarquable et a été réalisée par l'architecte Maurice Hosdain. Il a inséré un bâtiment courbe à l'angle de la rue de la Madeleine et de la rue de Derbèque et a unifié les façades en briques des différents bâtiments. La façade proposée est caractérisée par le rythme d'une grande et haute verrière (rénovée dans les années 1990), typique de l'esprit moderniste,.